# Сновідово
Сновідово (пол. Snowidowo, нім. Schneefeld) — село в Польщі, у гміні Ґродзиськ-Велькопольський Ґродзиського повіту Великопольського воєводства.
Населення — 103 особи (2011).
У 1975-1998 роках село належало до Познанського воєводства.

## Демографія
Демографічна структура станом на 31 березня 2011 року:
|          | Загалом | Допрацездатний вік | Працездатний вік | Постпрацездатний вік |
| -------- | ------- | ------------------ | ---------------- | -------------------- |
| Чоловіки | 57      | 11                 | 35               | 11                   |
| Жінки    | 46      | 11                 | 24               | 11                   |
| Разом    | 103     | 22                 | 59               | 22                   |